# Skogfoss

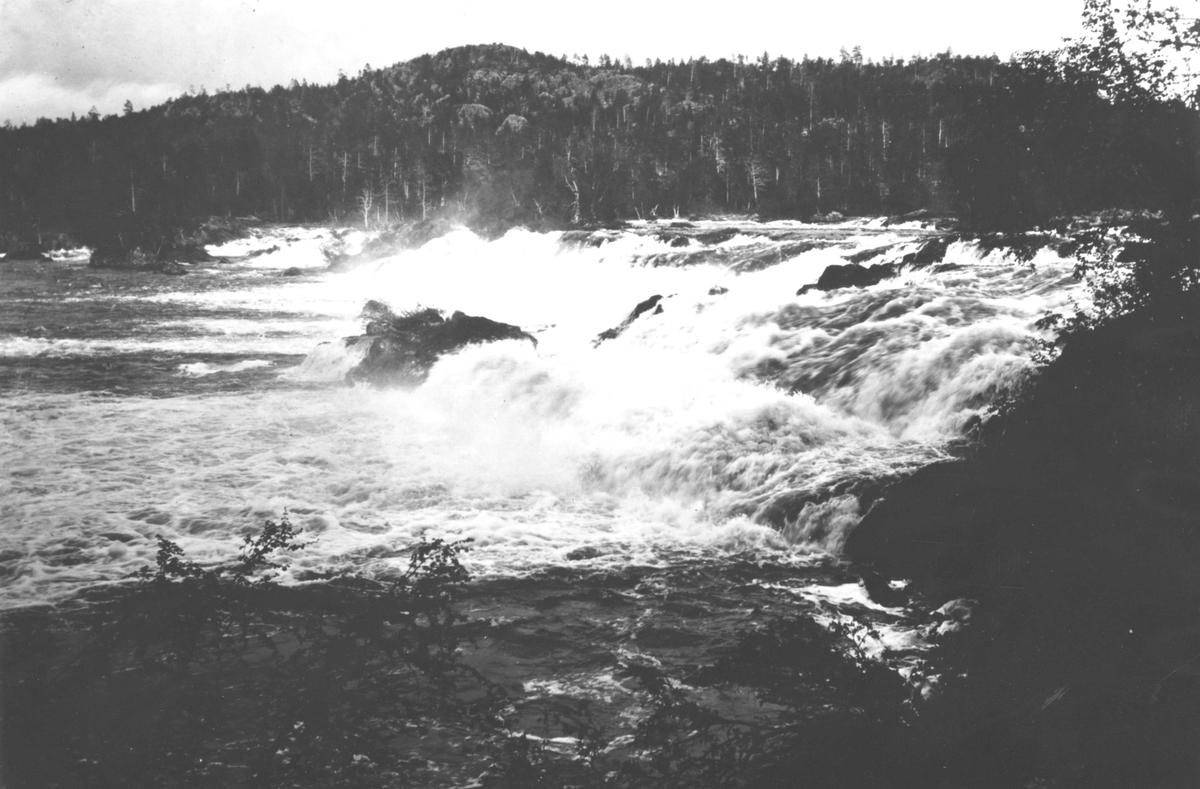
Skogfoss (Männikafoss) omkring 1900. Foto: Ellisif Wessel

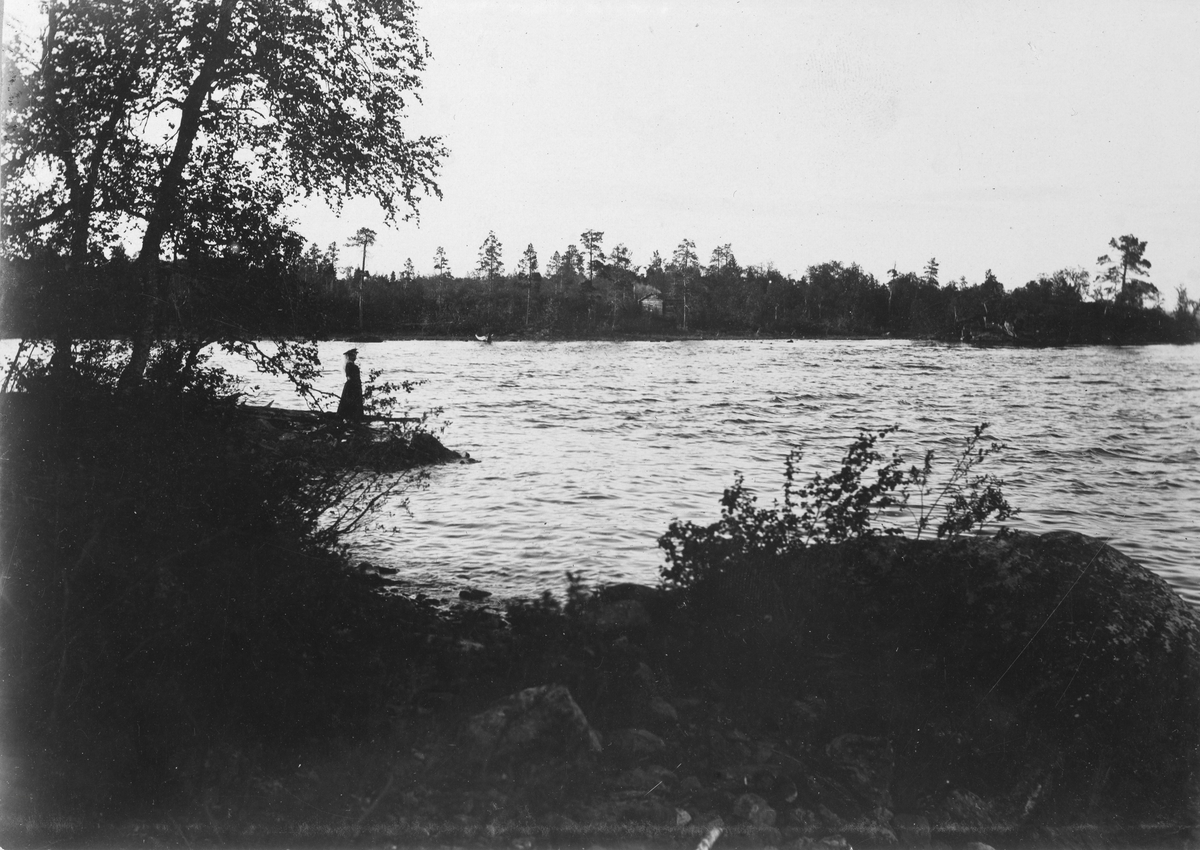
Skogfoss, omkring 1896. Foto: Ellisif Wessel

Skogfoss (ryska: Скугфосс) var två bredvid varandra liggande vattenfall i Pasvikälven, vilka reglerades genom byggandet 1961–1964 av Skogfoss kraftverk.
Skogfoss var Pasvikälvens mest magnifika vattenfall. I Pasvik öppnades i juni 1938 Skogsfoss Fjellstue och Turiststasjon med reklamen: Naturskjønn beliggenhet like ved Pasviksdalens 'Niagara', Skogfoss. 14 senger, stor peisestue, spisesal, solaltan. Øl- og vinrett sannsynlig. Sportfiske. Flott skiterräng".
För kraftstationen utnyttjas en fallhöjd på knappt 20 meter. Uppdämningen för Skogfoss med nästan nio meters högsta höjning av vattennivån ledde till att ett antal gårdar, jordbruksmark och fritidshusområden sattes under vatten, speciellt vid Langvatnet.
Skogfoss är också en bygd vid det tidigare vattenfallet Skogfoss med 40 invånare 2001. Vid Skogfoss fanns fram till juni 2014 en av norska arméns gränsstationer vid gränsen mellan Norge och Ryssland. Den ersattes då av den mer centraliserade Grensestasjon Pasvik i Svanvik..  
Vid vattenfallet uppfördes senast 1882 Skogfosskoia, en övernattningsstuga som antas vara Pasvikdalens äldsta hus, för olika resandes bekvämlighet. Den beboddes bland annat av Ellisif Wessel från Kirkenes vid minst sex tillfällen, enligt inristningar på timmerstockarna. Den har – tillsammans med andra äldre trähus – flyttats till det informella friluftsmuseet Gjøkhotellet.

## Bildgalleri

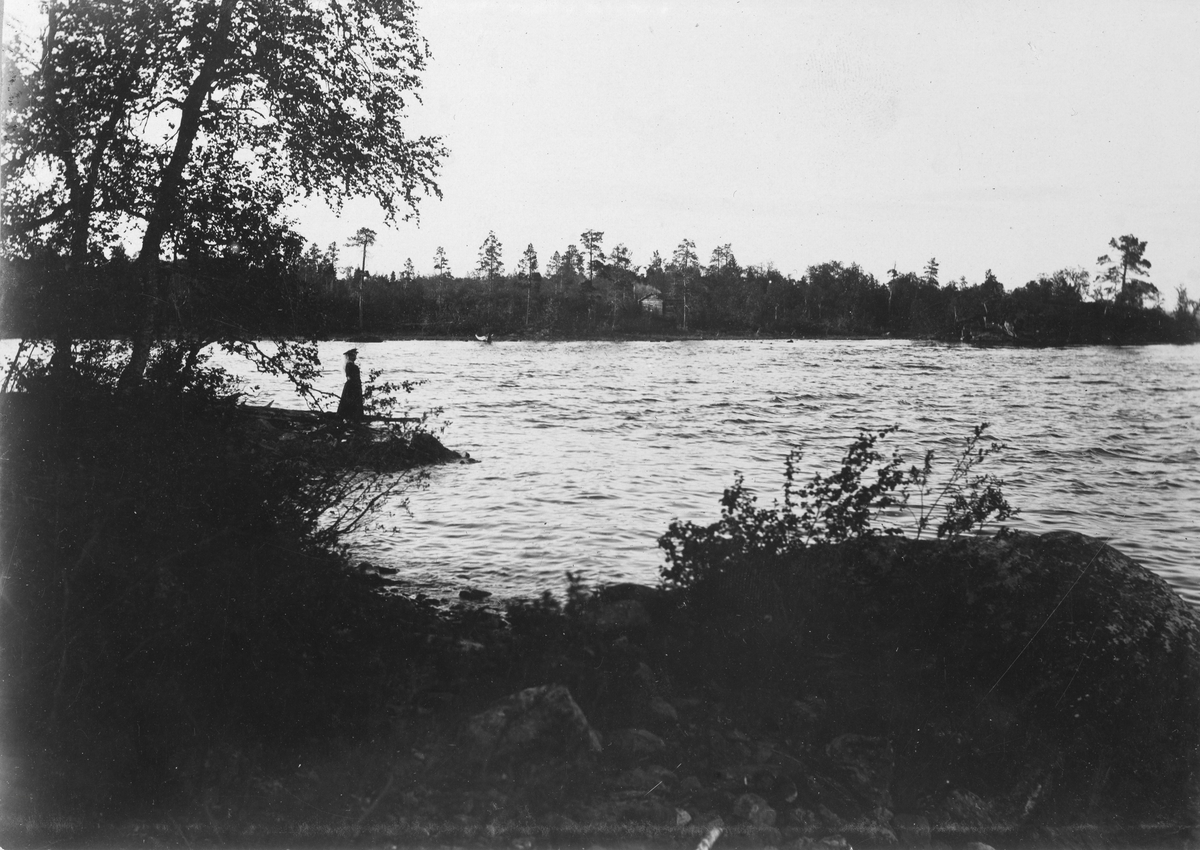
Kvinna mellan fallen i Skogfoss, omkring 1900. Foto: Ellisif Wessel
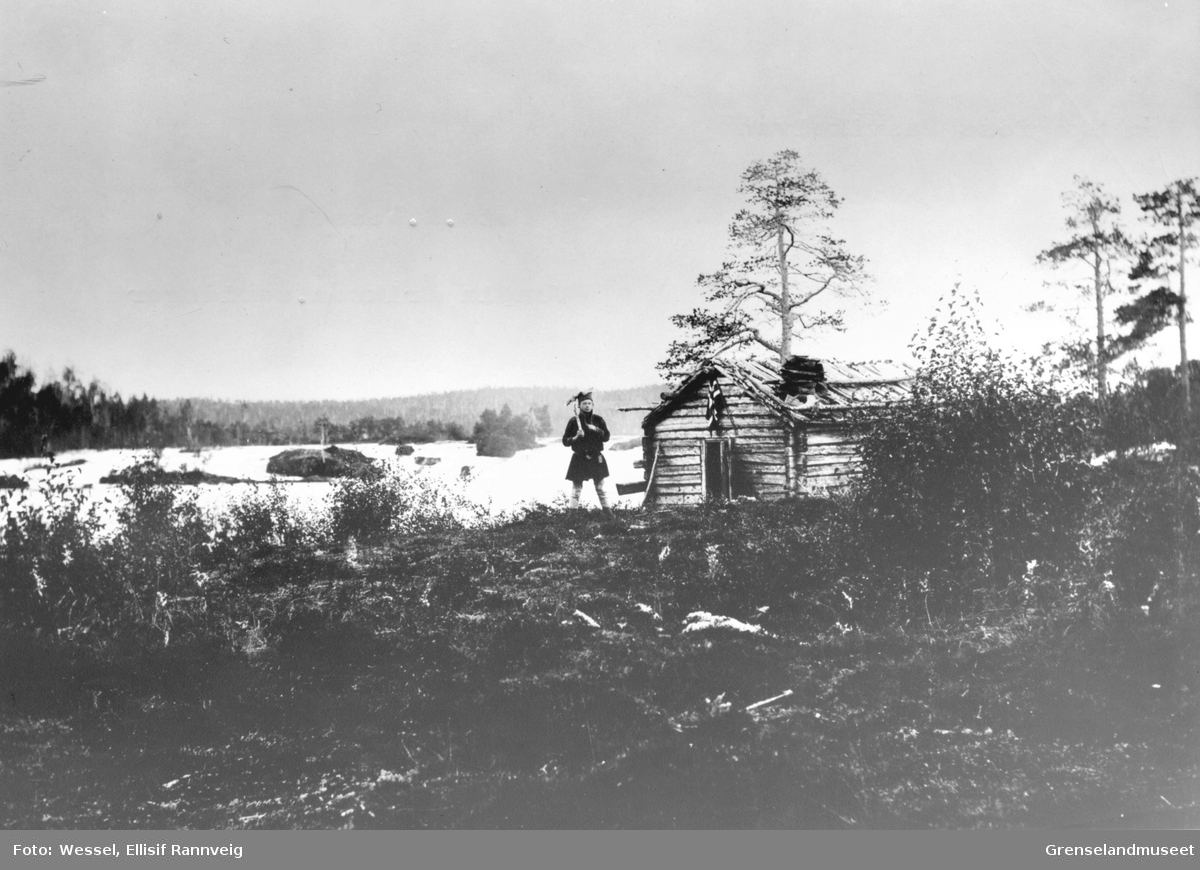
Same stående vid "Skogfosskoia", "logihytten för rejsende" i Skogfoss, 1896. Foto: Ellisif Wessel
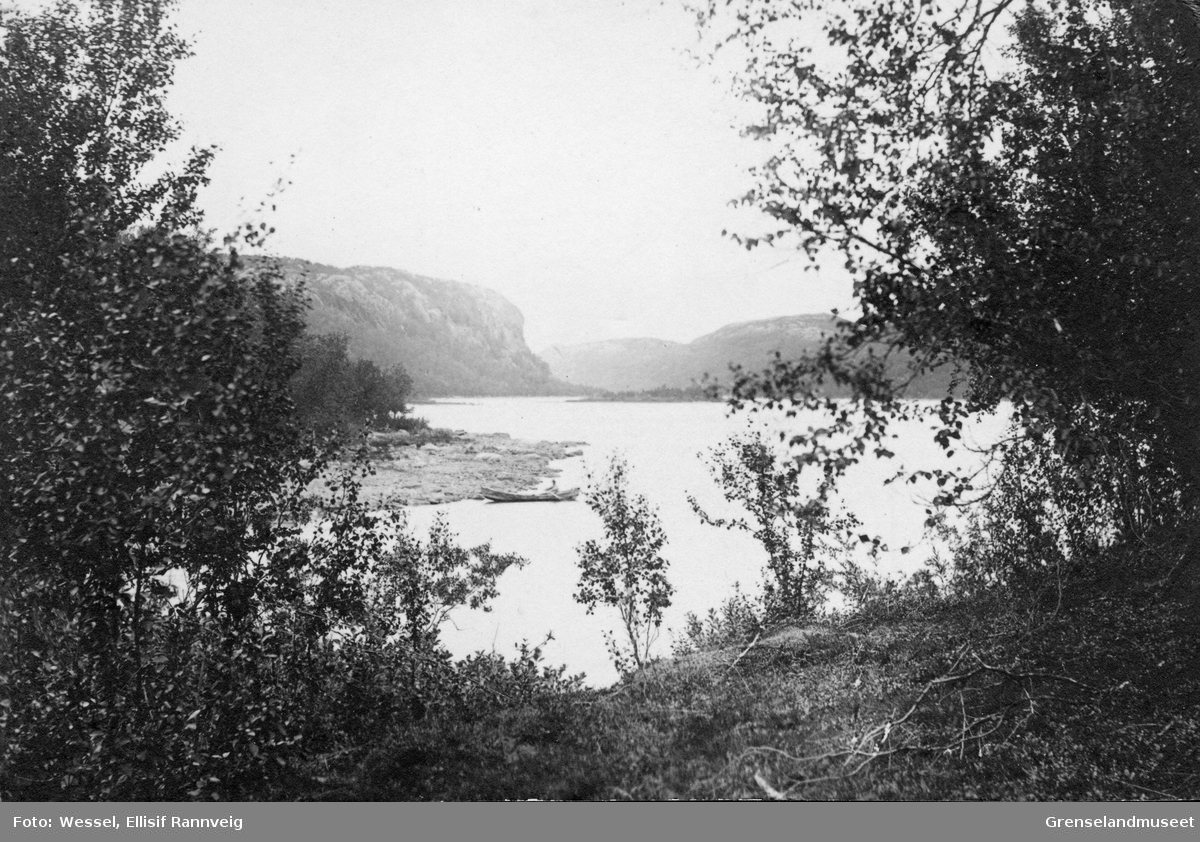
Skoltälvbåt på Pasvikälven. Foto: Ellisif Wessel